# Kreisgericht Königsberg Nm.
Das Kreisgericht Königsberg Nm. war ein preußisches Kreisgericht in der damaligen Provinz Brandenburg mit Sitz in der Stadt Königsberg Nm.

## Geschichte
In Bezirk des Kreisgerichts Königsberg Nm. bestanden bis 1849 das königliche Stadtgericht Königsberg Nm. sowie viele Patrimonialgerichte.
1849 wurden in Preußen einheitlich Kreisgerichte geschaffen. Hierbei wurde die Patrimonialgerichtsbarkeit abgeschafft und die Patrimonialgerichte wurden aufgehoben. Auch die eingangs genannten Gerichte wurden aufgehoben und es entstand das Königliche Kreisgericht Königsberg Nm. im Sprengel des Appellationsgerichts Frankfurt a. d. Oder. Es war für Teile der Kreise Königsberg Nm. und Soldin zuständig.
Zuständiges Schwurgericht war das Kreisgericht Cüstrin. Am Gericht waren 1870 ein Direktor und sechs Kreisrichter eingesetzt. 1870 betrug die Zahl der Gerichtseingesessenen 39.734. Gerichtskommissionen bestanden in Schönfließ und Zehden. Gerichtstage wurden in Mohrin gehalten.
Im Rahmen der Reichsjustizgesetze wurde das Gerichtswesen in Deutschland 1879 vereinheitlicht. Damit wurde das Kreisgericht Königsberg Nm. aufgehoben und das königlich preußische Amtsgericht Königsberg in der Neumark mit Wirkung zum 1. Oktober 1879 als eines von 14 Amtsgerichten im Bezirk des Landgerichtes Landsberg a.W. als Nachfolger gebildet. Auch eine Gerichtskommission wurde in ein Amtsgericht (Amtsgericht Zehden) umgewandelt.